# قصبه‌های جمهوری خلق چین
قصبه‌های جمهوری خلق چین (به چینی:乡، به پین‌یین: Xiāng، نویسه‌گردانی:‌ شیانگ) سطح چهارم و پایین‌ترین سطح تقسیمات اداری چین هستند که تابع شهرستان‌ها، شهرهای در سطح شهرستان و یا منطقه‌ها هستند.
در رتبه‌بندی مناطق در سلسله مراتب تقسیمات کشوری جمهوری خلق چین، قصبه‌ها، به همراه شهرک‌ها (به چینی:镇، به پین‌یین: zhèn، نویسه‌گردانی: ژِن) و ناحیه‌ها (به چینی: 街道، به پین‌یین:‌ jiēdào، نویسه‌گردانی:‌ جیه‌داو)، در سطح چهارم تقسیمات اداری می‌باشد. در چین «شهرک» به شهرهای کوچک و مجزا که دورادور آن را مناطق روستایی احاطه کرده اشاره دارد، «قصبه» به مجموعه‌ای از روستاها و شهرکهای کوچک‌تر و مناطق روستایی محاط آن. ولی «ناحیه» به منطقه‌ای که بخشی از یک شهر بزرگتر است اشاره دارد. در سال ۱۹۹۵ چین دارای ۲۹٫۵۰۲ قصبه و ۱۷٫۵۳۲ شهرک بود.

## سوم
سُوم‌ها (به مغولی:‌ ᠰᠤᠮᠤ، به سیریلیک: сум، به لاتین: sumu)(به چینی: 苏木,، به پین‌یین: sūmù) واحدهای تقسیماتی هم‌سطح با قصبه هستند که به جا مانده از تقسیمات اداری در منطقهٔ مغولستان داخلی تحت فرمانروایی دودمان چینگ (سلسله پادشاهی منچو-تبار حاکم بر چین در طول قرن ۱۸ و ۱۹ میلادی) می‌باشد. 
سوم‌‌هایی که اکثریت جمعیت آن را اقلیت قومی غیر از مردم هان و مردم مغول تشکیل می‌دهند، به عنوان سوم قومیتی (به چینی: 民族苏木,، به پین‌یین: mínzú sūmù) شناخته می‌شوند.
در کشور مغولستان، در زبان مغولیشهرستان‌ها با نام «سوم» شناخته می‌شوند.